# Dovže
Dovže – wieś w Słowenii, w gminie Mislinja. W 2018 roku liczyła 319 mieszkańców.